# Oxynoemacheilus fatsaensis
Oxynoemacheilus fatsaensis — вид коропоподібних риб родини немахейлових (Nemacheilidae). Описаний у 2021 році.

## Поширення
Ендемік Туреччини. Вид поширений у невеликій річці Елекчи, що впадає у Чорне море. Виявлений у районі Фатса у провінції Орду на півночі країни.

## Назва
Вид названий на честь свого типового місцеположення — району Фатса.